# مارتن جيربر
مارتن جيربر (بالإنجليزية: Martin Gerber)‏ (و. 1974  م) هو لاعب هوكي الجليد، من سويسرا، ولد في برجدورف، شارك في الألعاب الأولمبية الشتوية 2006، والألعاب الأولمبية الشتوية 2002، مركز لعبه هو حارس مرمى ‏.

## جوائز
حصل على جوائز منها:
- كأس ستانلي.

## روابط خارجية
- مارتن جيربر على موقع دوري الهوكي الوطني (الإنجليزية)
- مارتن جيربر على موقع EliteProspects.com (الإنجليزية)
- مارتن جيربر على موقع Eurohockey.com (الإنجليزية)
- مارتن جيربر على موقع HockeyDB.com (الإنجليزية)
- مارتن جيربر على موقع Hockey-Reference.com (الإنجليزية)
- مارتن جيربر على موقع أوليمبيديا (الإنجليزية)